# Axel Witsel
Axel Laurent Angel Lambert Witsel (wym. [ˈɑk.səl ˈʋɪt.səl]; ur. 12 stycznia 1989 w Liège) – belgijski piłkarz, występujący na pozycji obrońcy w hiszpańskim klubie Atlético Madryt oraz w reprezentacji Belgii.

## Kariera klubowa
W sezonie 2007/2008 został mistrzem Belgii oraz został wybrany najlepszym młodym piłkarzem sezonu. W styczniu 2009 został także wybrany najlepszym piłkarzem 2008 w Belgii.
30 sierpnia 2009 w meczu przeciwko RSC Anderlecht złamał nogę Marcinowi Wasilewskiemu brutalnie faulując Polaka, za co otrzymał czerwoną kartkę. 1 września 2009 został zawieszony przez Komisję Dyscyplinarną przy Belgijskim Związku Piłki Nożnej do 23 listopada 2009 (na 85 dni), bez możliwości wcześniejszego powrotu na boisko. Oprócz tego też miał uiścić karę w wysokości 2 500 euro.
Po złożonym odwołaniu kara została jednak znacznie złagodzona. Witsel ostatecznie został zawieszony jedynie na osiem spotkań nie jak wcześniej na jedenaście. Komisja odwoławcza zezwoliła piłkarzowi na grę w europejskich pucharach, oraz zmniejszyła karę finansową z nałożonych 2 500 euro do symbolicznych 250 euro.
14 stycznia 2010, grając przeciw Anderlechtowi, zaatakował Rolanda Juhásza. Otrzymał za to czerwoną kartkę. Komisja Dyscyplinarna Belgijskiego Związku Piłki Nożnej ukarała go początkowo zawieszeniem na 2 mecze, jednak później kara ta została darowana.
13 lipca 2011 podpisał kontrakt z lizbońską Benficą.
3 września 2012 podpisał kontrakt z rosyjskim Zenitem Petersburg, który zapłacił za niego aż 40 mln euro Benfice Lizbona.
W styczniu 2017 mając ofertę z włoskiego Juventusu, wybrał chińskie Tianjin Quanjian.

## Sukcesy

### Standard Liège
- Mistrzostwo Belgii: 2007/2008, 2008/2009

### Indywidualne
- Najlepszy piłkarz w Belgii: 2008 (nagroda Złotego Buta – fr. Soulier d’or; hol. Gouden Schoen – przyznawana przez dziennik Het Laatste Nieuws)

## Życie prywatne
Jego matka jest Belgijką, a ojciec pochodzi z Martyniki.